# 185020 Pratte
185020 Pratte este un asteroid din centura principală de asteroizi.

## Descriere
185020 Pratte este un asteroid din centura principală de asteroizi. A fost descoperit pe 23 august 2006 la Charleston, Illinois de Robert Holmes (astronom). Asteroidul prezintă o orbită caracterizată de o semiaxă mare de 2,75 ua, o excentricitate de 0,21 și o înclinație de 8,5° în raport cu ecliptica.